# Newton-by-Tattenhall
Newton-by-Tattenhall är en by i civil parish Tattenhall and District, i distriktet Cheshire West and Chester, i Storbritannien. Den ligger i grevskapet Cheshire och riksdelen England, i den södra delen av landet, 250 km nordväst om huvudstaden London. Newton-by-Tattenhall var en civil parish 1866–2015 när blev den en del av Tattenhall and District och Hargrave and Huxley. Civil parish hade 116 invånare år 2001.